# Fritz Montén
Fritz Gustaf Albrecht Montén, född 24 september 1881 i Gärdhems församling, Älvsborgs län, död 6 september 1968 i Kirsebergs församling, Malmö, var en svensk ingenjör och skolledare. Han var far till Arne Montén.
Efter studentexamen i Vänersborg 1900 utexaminerades Montén från Kungliga Tekniska högskolan 1903, blev filosofie kandidat vid Uppsala universitet 1905, filosofie licentiat 1908 och filosofie doktor 1909. Han företog resor till Norge, Danmark, Finland, Tyskland, Frankrike, Storbritannien och USA. Han var konstruktör vid ASEA i Västerås 1903–04, lärare vid Tärna folkhögskola 1904–06, amanuens vid fysiska institutionen i Uppsala 1907, lärare vid bergsskolan i Filipstad 1907–12, lektor vid tekniska läroverket i Malmö 1912 och rektor där 1913–47. Han var sekreterare hos 1916 års sakkunniga för de praktiska ungdomsskolorna 1916–17. Han var ledamot i styrelsen för Malmö stads gas- och elektricitetsverk 1921–47 och ordförande där 1924–27.